# Batalha de Shusha (2020)
A Batalha de Shusha (em azeri:  Şuşa döyüşü ou Şuşa uğrunda döyüş; em armênio/arménio:  Շուշիի ճակատամարտ) foi uma batalha travada entre as forças armadas do Azerbaijão e a autoproclamada República de Artsakh, apoiada militarmente pela Armênia, pelo controle da cidade de Shusha, durante a Segunda Guerra de Nagorno-Karabakh. A batalha é considerada uma das batalhas mais sangrentas da guerra.
Shusha, conhecida pelos armênios como Shushi, e o terreno montanhoso circundante, é um dos locais estrategicamente mais importantes na disputada região de Nagorno-Karabakh, e é geralmente referida como o "coração pulsante" da região. Até meados do século XIX, a cidade era considerada o centro cultural e político da população regional azerbaijana, bem como uma das duas principais cidades da Transcaucásia para os armênios e o centro de um principado armênio autônomo desde os tempos medievais até a década de 1750.
A cidade tinha uma população mista armênia-azeri até ao massacre de Shusha em 1920, quando as forças azerbaijanas destruíram a metade armênia da cidade e mataram ou expulsaram a sua população armênia – de 500 a 20.000 pessoas. Uma vez que o massacre deixou a cidade predominantemente azeri, ela foi posteriormente incorporada à República Socialista Soviética do Azerbaijão, juntamente com o restante do Oblast Autônomo de Nagorno-Karabakh.[carece de fontes?] A cidade foi capturada em 1992 pelas Forças Armadas Armênias para levantar o cerco de Stepanakert durante a Primeira Guerra de Nagorno-Karabakh, e sua população então predominantemente azerbaijana foi expulsa dela. A cidade posteriormente serviu como espinha dorsal defensiva dentro de Artsakh, conectando a capital de facto, Stepanakert, à cidade de Goris, na Armênia, através do corredor de Lachin.
Avançando da cidade de Jabrayil, as forças armadas azerbaijanas capturaram a cidade de Hadrut em meados de outubro. As forças do Azerbaijão avançaram mais para o norte, entrando no distrito de Shusha através de suas florestas e passagens nas montanhas. Embora Shusha estivesse sob bombardeio desde o início do conflito, a guerra local eclodiu perto da cidade em 29 de outubro. O Azerbaijão assumiu o controle da aldeia de Chanakchi, seguida por parte da estrada estratégica Shusha-Lachin em 4 de novembro, com as forças armênias posteriormente fechando a estrada para civis. Le Monde informou que a batalha se voltou a favor do Azerbaijão em 6 de novembro, apesar da negação de Artsakh.
Apoiadas por fogo de artilharia, as forças especiais do Azerbaijão entraram em Shusha em 6 de novembro.  Após dois dias de batalha, as forças armênias foram expulsas da cidade e, em 8 de novembro, o presidente do Azerbaijão, Ilham Aliyev, declarou que as forças azerbaijanas haviam assumido o controle de Shusha; a Armênia negou. No dia seguinte, o Ministério da Defesa do Azerbaijão divulgou um vídeo da cidade, confirmando o controle total azerbaijano. No mesmo dia, o Gabinete Presidencial de Artsakh confirmou que havia perdido o controle de Shusha, embora isso tenha sido posteriormente contradito por declarações do primeiro-ministro armênio Nikol Pashinyan, e do Ministério da Defesa da Armênia. Após a assinatura de um acordo de cessar-fogo, o presidente de Artsakh, Arayik Harutyunyan reiterou que Artsakh havia perdido o controle da cidade em 7 de novembro, e Pashinyan admitiu a perda da cidade. Devido à vantagem estratégica que a cidade proporcionava, a captura de Shusha tornou-se um momento decisivo na guerra, com o Azerbaijão declarando vitória alguns dias depois.